# 何思諺
何思諺（英語：Leanne Ho，1990年10月18日—），香港廣告模特兒和演員，第九代陽光檸檬茶廣告模特兒。目前已婚，丈夫是樂隊Mr.鼓手杜志烜（Tom），育有一子。

## 個人作品

### 電視演出
| 節目名稱                                                | 角色           | 性質           | 集數   | 類型               | 備註         |
| ------------------------------------------------------- | -------------- | -------------- | ------ | ------------------ | ------------ |
| 《新文青時代》                                          | ----           | 節目主持       | 20     | 旅遊文藝節目       | TVB節目      |
| 《天網》（已擱置拍攝）                                  | 科技罪案組成員 | 第三女主角     | 15     | 電視劇集           | 香港電視網絡 |
| 《街角有樂》 （2017）                                   | -              | 女主持         | -      | 電視節目           | 香港電台     |
| 《女人多自在5》 - 無條件（2016）                        | 詩華           | 單元第一女主角 | 第十集 | 電視單元劇集       | 香港電台     |
| 《獅子山下2015》 - 《我們年輕，但我們也有過去》（2015） | Hailay之同事   | 客串           | 第三集 | 電視單元劇集       | 香港電台     |
| 《三面形醫》（2015）                                    | 許慧心（心心） | 第三女主角     | 18     | 電視劇集           | 香港電視網絡 |
| 《夜不眠》 - 《瘋狂的陳皮》（2012）                     | Fanny          | 單元第一女主角 | 第五集 | 電視單元劇集       | 香港電台     |
| 《漫遊百科》（2011-2012）                               | -              | 女主持         | -      | 電視節目           | 香港電台     |
| 《文化長河》 - 鐵道行《極北之旅》（2011）               | -              | 女主持         | 第二集 | 電視節目           | 香港電台     |
| 《沒有牆的世界II》宣傳片（2011）                        | -              | 客串           | -      | 電視節目巡禮宣傳片 | 香港電台     |

### 電影
- 《戀人絮語》 飾 （客串）
- 《地獄》 飾
- 《李小龍》 飾 李秋鳳 （女配角）（2010）

### 舞台劇
- 《Love Novels 愛情少說》- 寧夏
- 《我們的華星時代》（音樂劇）

### 廣告

#### 電視廣告
- Brand's “Careless Assiatant” 白蘭氏（2009）
- Osim “uDesire”（2009）
- Sugar Candy 牛奶味、蜜瓜味瑞士糖
- Mazola Oil 萬歲粟米油（2010）
- Hi-C 陽光檸檬茶（2010）
- HTC Wildfire 智能手機電視廣告（2010）
- 香港賽馬會 2010 世界盃（2010）
- 香港中國旅行社 “連繫至親 感受至珍” （2010）
- 麥當勞雞翼拼盤 - 三心兩意篇（2011）
- 適然®高清滋潤眼藥水（2011）

#### 平面廣告
- 香港中國旅行社 「連繫至親 感受至珍」
- 香港賽馬會 2010 世界盃
- HTC Wildfire 智能手機廣告
- Samsung “Mirror PL 150”
- Hi-C 陽光檸檬茶
- CMM & Hello Kitty Make-up Product（China only）
- Watson's Water
- Bank Of China
- Now TV “Have a nice day”
- HP Computer Product
- Disneyland

### MV
- 周國賢 《有時》
- 林二汶 《無忘花》
- 馮曦妤 《如果陽光》

## 外部連結
- 何思諺Facebook專頁 （页面存档备份，存于）
- 何思諺新浪微博 （页面存档备份，存于）
- 何思諺Instagram （页面存档备份，存于）
- 香港電視HKTV藝員簡介 - 何思諺 （页面存档备份，存于）